# N-metilfenetilamina
A N-metilfenetilamina (NMPEA) é uma amina traço neuromoduladora derivada da fenetilamina (PEA). É um composto produzido naturalmente pelo organismo de humanos. A substância é detectada na urina humana (<1μg/24horas), e sua produção ocorre pela enzima feniletanolamina N-metiltransferase por catálise de fenetilamina.  PEA e NMPEA são alcaloides encontrados também em várias espécies de plantas diferentes. Algumas espécies do gênero Acacia contêm níveis elevados de NMPEA (em torno de 2300–5300 ppm), a exemplo da A. rigidula. B aixas concentrações de NMPEA  (<10 ppm) também estão presentes  em uma ampla variedade de alimentos.
A N-metilfenetilamina é um isômero estrutural da anfetamina.

## Biossíntese
N-metilfenetilamina, composto endógeno em humanos, é um isômero da anfetamina que atua principalmente no mesmo alvo biomolecular, sendo um forte antagonista do receptor 1 associado a amina humana (hTAAR1) que está acoplada à proteína G e é responsável por modular a neurotransmissão de catecolaminas.

## Química
A NMPEA possui aparência de um líquido incolor. Ela é uma base fraca, com pKa = 10,14; e pK b = 3,86 (valores baseados em Kb). O composto forma um sal cloridrato ao atingir seu ponto de fusão a 162–164 °C.
Embora esteja disponível comercialmente, pode ser sintetizado por vários métodos. Um método pioneiro de síntese foi descrito por Carothers e colegas, que realizaram a conversão de fenetilamina em p-toluenossulfonamida, seguida por N-metilação utilizando iodeto de metilo e, finalmente, pela hidrólise da sulfonamida. Um método mais recente de síntese é por meio da conversão de fenetilamina em seu trifluoroacetato, seguido de N-metilação por iodeto de metilo e, por fim, por hidrólise da amina.
A NMPEA é um substrato tanto para a MAO-A (KM = 58,8 μM) como para a MAO-B (KM = 4,13 μM) em mitocôndrias de cérebros de ratos.

## Farmacologia
NMPEA é um alcaloide vasopressor, de modo que eleva a pressão arterial, e possui cerca de 1/350 da potência da epinefrina. Assim como o composto do qual é derivada, a fenetilamina, e seu isômero anfetamina, a NMPEA é um agonista potente do receptor 1 associado a amina humana (hTAAR1). Possui propriedades farmacodinâmicas e toxicodinâmicas comparáveis às da fenetilamina, anfetamina e outras metilfenetilaminas em estudos com ratos.
Tal como acontece com a PEA, a NMPEA é metabolizada de forma relativamente rápida por monoamina oxidases durante o metabolismo de primeira passagem; ambos os compostos são metabolizados preferencialmente por MAO-B.

### Toxicologia
Na administração oral em ratos, a dose letal mínima (CLLo) do sal de HCl de NMPEA é 203 mg/kg; a dose letal mediana (LD50) é 685 mg/kg.
Em estudos de toxicidade aguda, a N-metilfenetilamina apresentou um LD50 de 90mg/kg, em administração por via intravenosa em ratos.